# Сянюнайтія
Сянюна́йтія (лит. seniūnaitija — «частка сянюнії, староства») — найменша, третього рівня, адміністративна одиниця Литовської Республики. Сянюнайтії створені 2009 року, відповідно до змін у законі про місцеве самоврядування, внесених 15 вересня 2008 року.. Голова сянюнайтії, сянюнайтіс (лит. seniūnajtis) обирається її населенням на 3 роки (починаючи з 2014 року, згідно з попередньою нормою — на 2 роки).
2023 року налічується 3116 сянюнайтій, на які поділено староства усіх самоврядувань, за винятком двох — Вільнюського та Каунаського міських. Кількість сянюнайтій також різниться — від 7 у Бірштонаському самоврядуванні до 250 у Каунаському районному самоврядуванні.